# Neue Subjektivität
La Neue Subjektivität ("nuova soggettività", a volte reso anche come "nuova sensibilità") fu un movimento letterario tedesco, che contraddistinse larga parte della produzione letteraria della Germania Ovest negli anni '70 del '900.
Mentre la letteratura degli anni sessanta aveva avuto, specie alla fine del decennio, una forte valenza politica e sociale, con l'avvento degli anni '70 i risultati effimeri delle rivolte studentesche del Sessantotto e l'avvento del terrorismo, la legislazione repressiva che ne era scaturita (il radikalenerlass), la stagnazione economica e la perdurante guerra fredda avevano complessivamente generato una diffusa disillusione e un allontanamento dalla politica e dalle speranze di grandi cambiamenti sociali. In risposta a ciò fiorì una letteratura personale, introspettiva, dalla vena intimistica e spesso autobiografica, dove l'individuo era protagonista assoluto.
Sotto l'ombrello della Neue Subjektivität sorsero nuovi generi, come il Verständigungstexte ("letteratura di comprensione"), dove l'autore mirava a condividere un'esperienza simile a quella vissuta dai lettori di riferimento, o il vaterromane e il mutterromane ("romanzo del padre" e "romanzo della madre") dove il tema letterario era la vita dei propri genitori. Esplose una letteratura scritta da donne e destinata a un pubblico femminile, vi fu un recupero del dialetto in teatro e in poesia, e in poesia si affermò una poetica del quotidiano che rigettava simbolismi e fughe dalla realtà per raccontare la vita di ogni giorno. Non mancarono opere che trattavano tematiche sociopolitiche e che compivano una riflessione storica su quegli anni, come Lenz di Peter Schneider o Die Reise di Bernward Vesper, ma sempre attraverso le lenti dell'esperienza personale.
Criticata per la limitatezza dei suoi orizzonti e tacciata di "dilettantismo organizzato", questo tipo di letteratura andò perdendo centralità nel decennio successivo, che fu caratterizzato dalla fluidità delle forme e dei generi, dal rifiuto della soggettività, dalla intertestualità e dalla sperimentazione.

## Biografia
- Medard Kammermeier, Die Lyrik der neuen Subjektivität, Peter Lang, 1986, ISBN 9783820494990.
- L.C. DeMeritt, New Subjectivity and Prose Forms of Alienation. Peter Handke and Botho Strauß Peter Lang, 1987.
- R.W. McCormick, Politics of the Self. Feminism and the Postmodern in West German Literature and Film, Princeton University Press, 1991.
- K. Kramer Ruoff, The politics of discourse. Third thoughts on ’new subjectivity’, Peter Lang, 1993.